# HCAR2
HCAR2 (англ. Hydroxycarboxylic acid receptor 2) – білок, який кодується однойменним геном, розташованим у людей на короткому плечі 12-ї хромосоми. Довжина поліпептидного ланцюга білка становить 363 амінокислот, а молекулярна маса — 41 850.
| 10         |  | 20         |  | 30         |  | 40         |  | 50         |
| ---------- |  | ---------- |  | ---------- |  | ---------- |  | ---------- |
| MNRHHLQDHF |  | LEIDKKNCCV |  | FRDDFIVKVL |  | PPVLGLEFIF |  | GLLGNGLALW |
| IFCFHLKSWK |  | SSRIFLFNLA |  | VADFLLIICL |  | PFLMDNYVRR |  | WDWKFGDIPC |
| RLMLFMLAMN |  | RQGSIIFLTV |  | VAVDRYFRVV |  | HPHHALNKIS |  | NRTAAIISCL |
| LWGITIGLTV |  | HLLKKKMPIQ |  | NGGANLCSSF |  | SICHTFQWHE |  | AMFLLEFFLP |
| LGIILFCSAR |  | IIWSLRQRQM |  | DRHAKIKRAI |  | TFIMVVAIVF |  | VICFLPSVVV |
| RIRIFWLLHT |  | SGTQNCEVYR |  | SVDLAFFITL |  | SFTYMNSMLD |  | PVVYYFSSPS |
| FPNFFSTLIN |  | RCLQRKMTGE |  | PDNNRSTSVE |  | LTGDPNKTRG |  | APEALMANSG |
| EPWSPSYLGP |  | TSP        |  |            |  |            |  |            |

A: Аланін

C: Цистеїн

D: Аспарагінова кислота

E: Глутамінова кислота

F: Фенілаланін

G: Гліцин

H: Гістидин

I: Ізолейцин

K: Лізин

L: Лейцин

M: Метіонін

N: Аспарагін

P: Пролін

Q: Глутамін

R: Аргінін

S: Серин

T: Треонін

V: Валін

W: Триптофан

Кодований геном білок за функціями належить до рецепторів, g-білокспряжених рецепторів, білків внутрішньоклітинного сигналінгу, фосфопротеїнів. 
Задіяний у такому біологічному процесі, як апоптоз. 
Локалізований у клітинній мембрані, мембрані.